# Viševice
Viševice (szerbül: Вишевице), lakatlan település Bosznia-Hercegovinában, a Bosanska Krajina keleti részén, Kotor-Varoš községben, a Szerb Köztársaságban. 

## Fekvése
A település Bosznia-Hercegovina északi részén, Banja Lukától légvonalban 25, közúton 42 km-re délkeletre, községközpontjától légvonalban 6, közúton 10 km-re délre, a Čemernica-hegységben, 830-960 méteres magasságban található. 

## Népessége
| Nemzetiségi csoport | Népesség 1991 | Népesség 2013 |
| ------------------- | ------------- | ------------- |
| Szerb               | 1             | 0             |
| Bosnyák             | 0             | 0             |
| Horvát              | 366           | 0             |
| Jugoszláv           | 2             | 0             |
| Egyéb               | 3             | 0             |
| Összesen            | 372           | 0             |

## Története
A térség 1878-ig tartozott az Oszmán Birodalomhoz, ekkor a berlini kongresszus határozata alapján az Osztrák-Magyar Monarchia része lett. 1879-ben az első osztrák-magyar népszámlálás során a Banja Luka-i járáshoz tartozó településnek 24 háztartása és 136 római katolikus lakosa volt. 1910-ben a Kotor Varoš-i járáshoz tartozó településen 14 háztartást és 108 római katolikus lakost találtak. A monarchia szétesésével 1918-ban előbb a Szerb-Horvát-Szlovén Királyság, majd 1929-től a Jugoszláv Királyság része lett. Az 1929-es törvény értelmében, amikor Bosznia-Hercegovinát négy banovinára, Drinskára, Vrbaskára, Zetskára és Primorskára osztották, a település a Vrbaska banovina része lett, amelynek székhelye Banja Luka volt. Jugoszlávia megszállása után a Független Horvát Állam (NDH) része lett. A második világháború után 1992-ig a szocialista Jugoszlávia részeként a Bosznia-Hercegovinai Népköztársasághoz tartozott. A lakosság jelentős része Nyugat-Európa országaiban is dolgozott. A boszniai háború idején 1992-ben a szerb félkatonai alakulatok elűzték a horvát lakosságot. A szerb támadásoknak négy helyi horvát lakos esett áldozatul. Azóta a település lakatlan. A boszniai háborút lezáró daytoni békeszerződést követő területfelosztásnál Kotor-Varoš község részeként a Szerb Köztársaság területéhez került.